# جسر هونغ كونغ تشوهاي ماكاو
جسر هونغ كونغ تشوهاي ماكاو Hong Kong–Zhuhai–Macau Bridge (بالصينية المبسطة: 港珠澳大桥؛ بالصينية التقليدية: 港珠澳大橋؛ بينيين: Gǎngzhū'ào Dàqiáo) ويختصر ب(HZMB) هو نظام جسر نفق بطول خمسة وخمسين كيلومترا عبارة عن سلسلة من ثلاثة جسور مدعومة بكوابل وأنفاق تحت بحرية فضلا عن أربعة جزر اصطناعية، وهو يمتد عبر قناتي لينغدينغ وجويتشو ويربط بين تشوهاي (غوانغدونغ) وهونغ كونغ، وماكاو المدن الرئيسية الثلاثة في دلتا نهر اللؤلؤة جنوب الصين وهو أطول جسر بحري في العالم والمعلمة العمرانية الكبرى في المنطقة.
صُمِّم الجسر لتحمل 120 سنة على الأقل، وقد كلَّف بناؤه 126,9 مليار يوان (18,77 مليار دولار).
بدأت أشغال بناء الجسر في 15 ديسمبر 2009 على أن يُفتتح في شهر أكتوبر 2016 ولكن عملية البناء لم تكتمل حتى 6 فبراير 2018 وتم فتحه في وجه العموم يوم 24 أكتوبر 2018 بعد يوم من افتتاحه من طرف الأمين العام للحزب الشيوعي الصيني شي جين بينغ مع السماح للصحفيين بالعبور من على الجسر.

## الانشاء
بدأ بناء مشروع جسر هونغ كونغ في 15 ديسمبر 2009 على الجانب الصيني، حيث أقام عضو المكتب السياسي الدائم ونائب رئيس مجلس الدولة الصيني لي كه تشيانغ حفل بدء. بدأ بناء قسم هونج كونج من المشروع في ديسمبر 2011 بعد تأخير ناجم عن تحدي قانوني يتعلق بالأثر البيئي للجسر.
تم تشييد برج الجسر الأخير في 2 يونيو 2016. تم تركيب آخر عنصر مستقيم من الجزء المستقيم الذي يبلغ طوله 4,860-متر-طول (15,940 قدم) من النفق تحت سطح البحر في 12 يوليو 2016. بينما تم تركيب وصلة النفق النهائية في 2 مايو 2017. وتم الانتهاء من إنشاء الجسر الرئيسي المكون من جسر ونفق تحت البحر في 6 يوليو 2017. تم الانتهاء من مشروع البناء بالكامل في 6 فبراير 2018. أثناء البناء توفي 19 عامل.

## الاقسام والتصميم
يتكون الجسر الذي يبلغ طوله 55 كم (34 ميل) من ثلاثة أقسام رئيسية:
- الجسر الرئيسي (29.6 كـم أو 18.4 ميل) في منتصف مصب نهر اللؤلؤ
- طريق هونج كونج لينك (12 كـم أو 7.5 ميل) في الشرق
- طريق تشوهاي لينك (13.4 كـم أو 8.3 ميل) في غرب المصب.

## معرض الصور

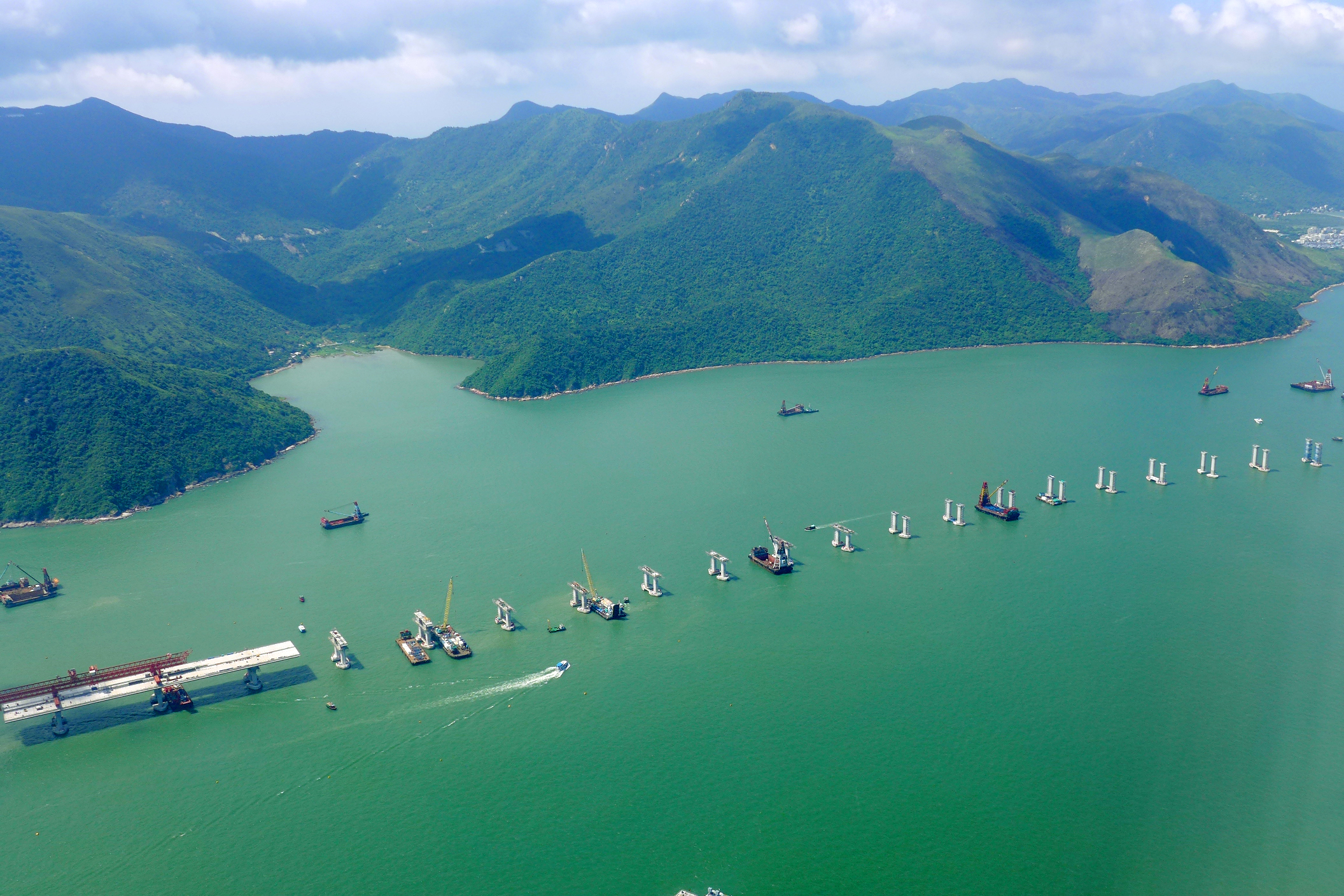
قسم هونج كونج قيد الإنشاء في عام 2015 قبالة ساحل جزيرة لانتاو
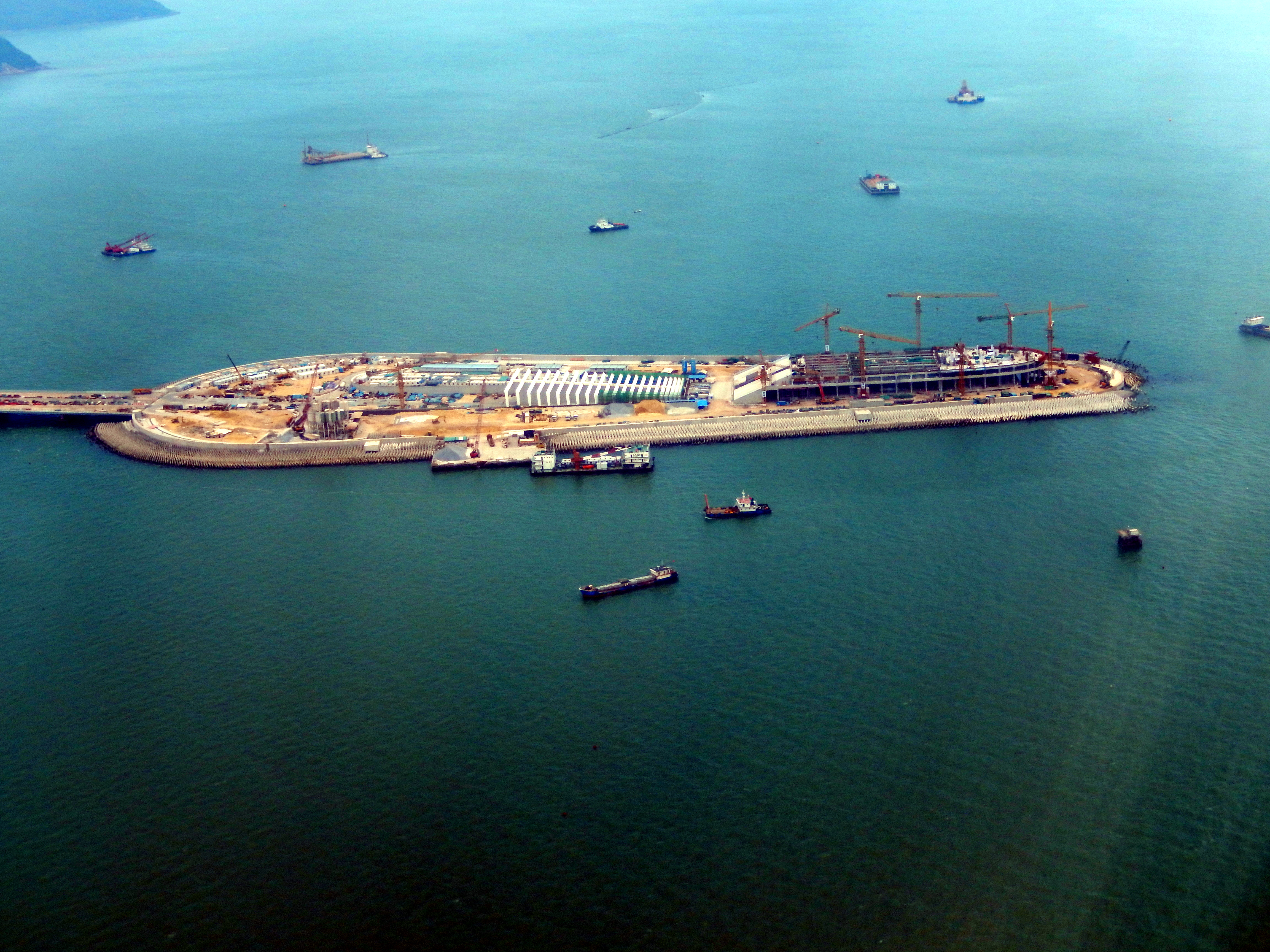
الجزيرة الصناعية الشرقية مايو 2017
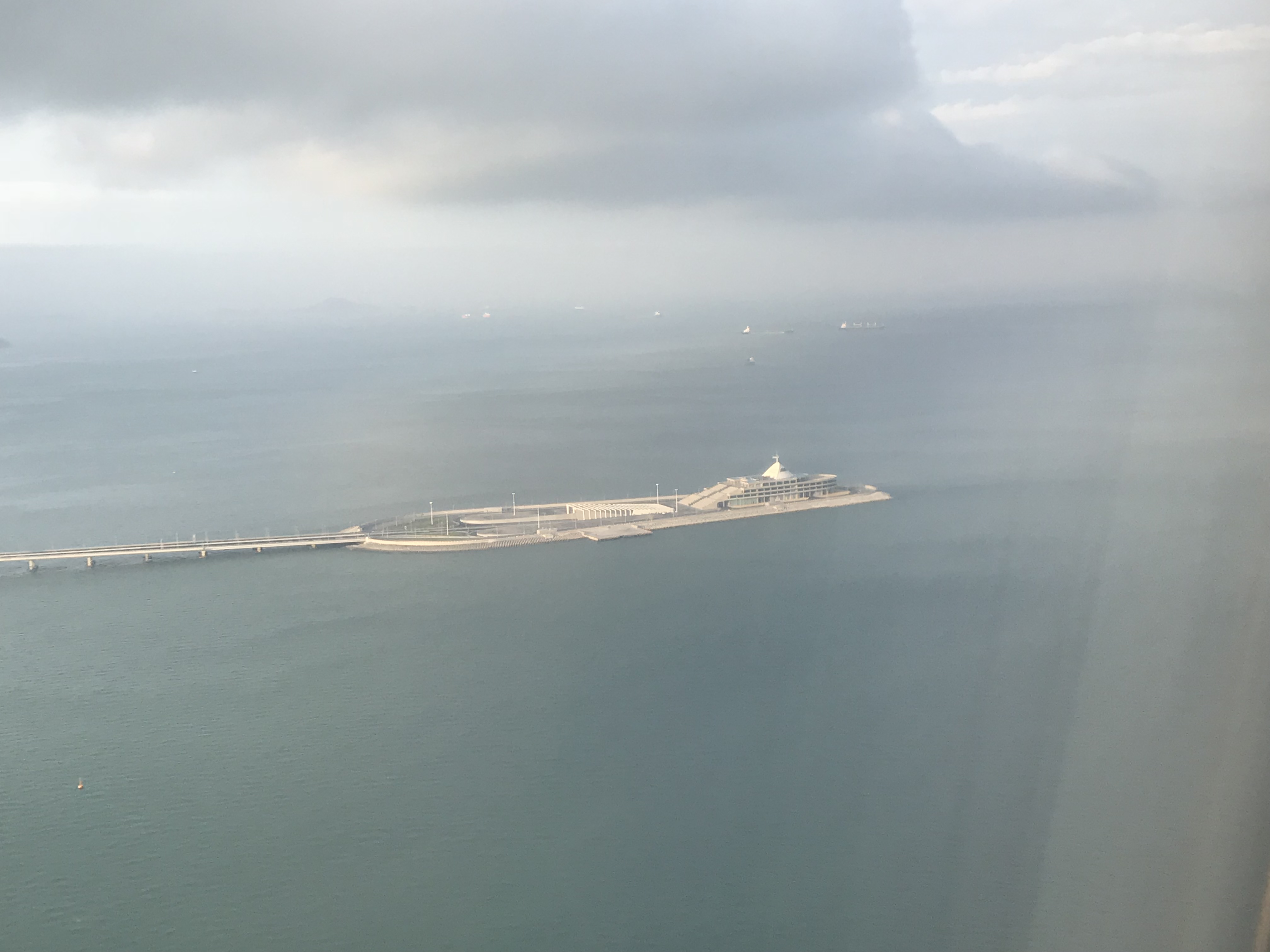
الجزيرة الاصطناعية في مايو 2018
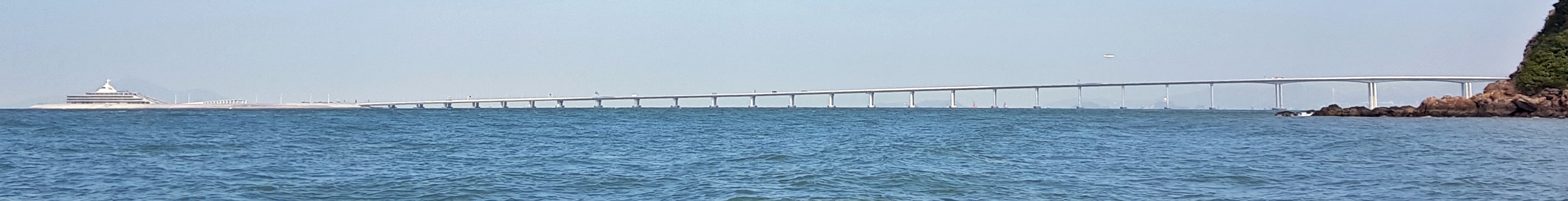
الجزء المكتمل من الجسر في هونج كونج في نوفمبر 2018

### الجسر الرئيسي

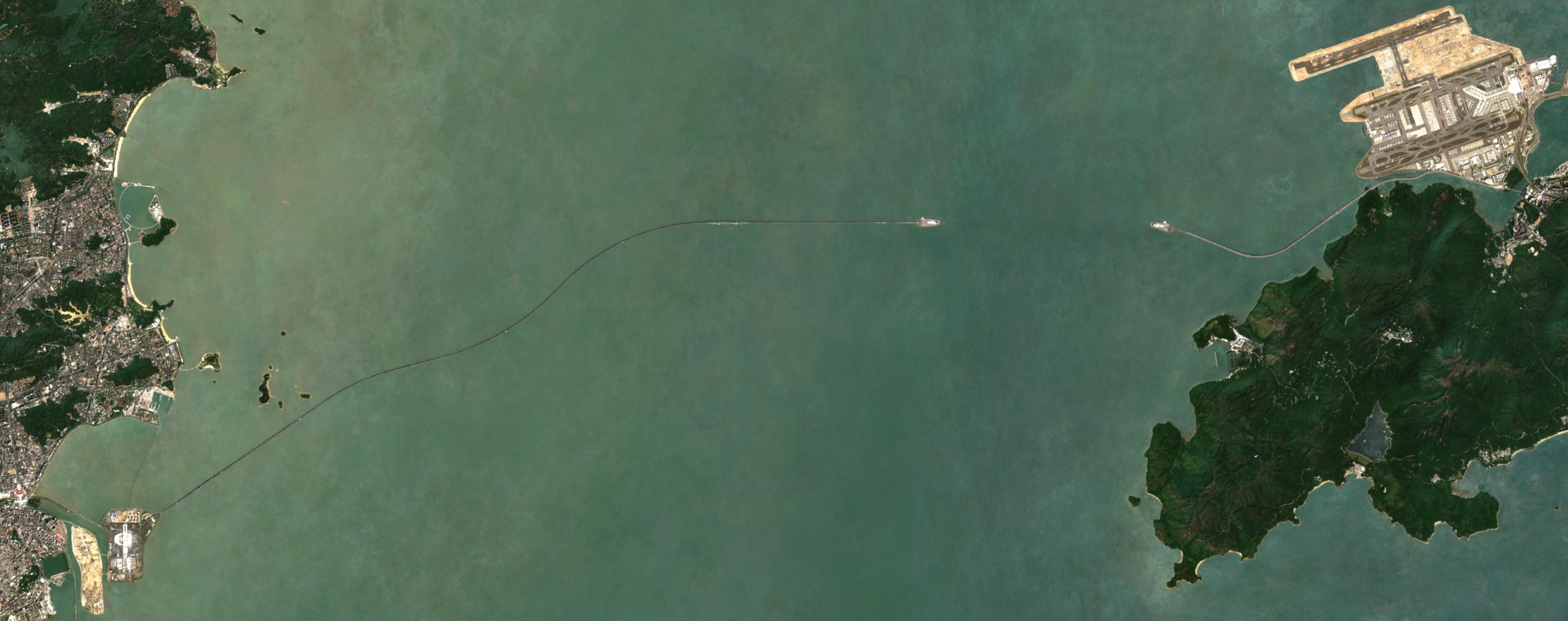
صور الأقمار الصناعية لجسر هونج كونج – تشوهاى – ماكاو 2022